# Stanisław Kochman
Stanisław Kochman (ur. 7 czerwca 1935 w Ludwikówce koło Stanisławowa, zm. 3 kwietnia 2010 w Opolu) – polski filolog, specjalizujący się w językoznawstwie słowiańskim; nauczyciel akademicki związany z Uniwersytetami w Gdańsku i Opolu.

## Życiorys
Urodził się w rodzinie chłopskiej w Ludwikówce na Pokuciu w 1935 roku. Po zakończeniu II wojny światowej zamieszkał razem z rodzicami w Opolu, a dwa lata później w Szydłowcu Śląskim. Uczęszczał do Liceum Pedagogicznego w Opolu, które ukończył w 1953 roku z wyróżnieniem. Przeszedł następnie kilkumiesięczny kurs języka rosyjskiego, po którym rozpoczął studia rusycystyczne w Rostowie nad Donem, skąd został przeniesiony na Uniwersytet Leningradzki, który ukończył z wyróżnieniem w 1958 roku.
Po powrocie do Polski i nostryfikacji dyplomu został zatrudniony w Katedrze Języka Rosyjskiego na opolskiej Wyższej Szkole Pedagogicznej. W 1964 roku otrzymał tytuł doktora nauk humanistycznych w zakresie filologii słowiańskiej. W 1969 roku, decyzją polityczną po wydarzeniach roku 1968, bez uzyskania wymaganej habilitacji, został mianowany docentem i objął stanowisko prodziekana ds. studenckich Wydziału Filologiczno-Historycznego, które sprawował do 1978 roku. Dopiero po pięciu latach, w 1974 roku, habilitował się na Uniwersytecie Wrocławskim, chociaż jego praca habilitacyjna ukazała się drukiem dopiero rok później (tj. w 1975 roku). Członek PZPR. W 1978 roku przeniósł się do Gdańska, gdzie objął stanowisko dyrektora Instytutu Filologii rosyjskiej Uniwersytetu Gdańskiego. Tam uzyskał tytuł profesora zwyczajnego w 1981 roku.
Po powrocie do Opola w 1983 roku był przez rok dyrektorem Instytutu Filologii Rosyjskiej. W kwietniu 1984 został wybrany rektorem WSP. Zagłosowało na niego 52 elektorów, podczas gdy na jego konkurenta prof. Ignacego Pawłowskiego 37. Funkcję tę sprawował przez dwie kadencje do 1990 roku. Jako rektor WSP ściśle współpracował z SB w zakresie spraw kadrowych uczelni. Należał do wąskiej grupy osób, które postawiły sobie za cel stworzenie w Opolu uczelni o pełnych prawach akademickich – uniwersytetu.
W latach 1996–1999 sprawował funkcję dyrektora Instytutu Filologii Wschodniosłowiańskiej, a następnie, przez dwie kolejne kadencje od 1999 do 2005 roku był dziekanem Wydziału Filologicznego UO. Zmarł na zawał serca.

## Odznaczenia
- Krzyż Oficerski Orderu Odrodzenia Polski – 2005[11]

## Wybrane publikacje
- Polonica w leksykografii rosyjskiej XVII wieku, wyd. PWN, Warszawa-Wrocław 1975.
- Nazwy własne a wyrazy pospolite w języku i tekście, wyd. WSP, Opole 1986.
- Polsko-rosyjskie stosunki językowe od XVI do XVIII w., wyd. OTPN-Ossolineum, Opole-Wrocław 1975.
- W kręgu semazjologii leksykologii i terminologii, wyd. WSP, Opole 1988.
- Frazeologia a religia, wyd. UO-Pro, Opole-Prochowice 1996.
- Dialog w literaturach i językach słowiańskich t. 2: Językoznawstwo, wyd. UO, Opole 2003.
- 50 lat Wydziału Filologicznego Uniwersytetu Opolskiego, wyd. UO, Opole 2005.